# Колодозеро (деревня)
Колодозеро — упразднённая деревня в Пудожском районе Республики Карелия Российской Федерации.

## История
В период освоения Севера, Колодозеро находилось на землях Обонежской пятины Новгорода. Первоначальное заселение берегов озера Колодозеро связывается с новгородским освоением Онежского пути к Белому морю, так как река Водла, по которой шёл путь к волокам на Кенозеро, соединена с озером Колодозеро рекой Колодой. По ней, вероятно, и проникли сюда первые поселенцы.
На берегах укрытого от ветров живописного Колодозера образовалось одноимённое село, состоящее из четырёх деревень: на западном берегу у реки Колоды разместилась деревня Усть-Река, на восточном — Заозёрье и на южном — Дубовская. Между ними, на полуострове, находится центральное селение — деревня Погост.
Численность населения Колодозерского погоста в 1905 году составляла 166 человек.
Действует Церковь Рождества Пресвятой Богородицы, построенная в начале 2000-х годов.